# Shen Zhou
Shen Zhou (ur. 1427, zm. 1509), znany też pod imieniem Shitian (石田) – chiński malarz tworzący w czasach dynastii Ming.
Pochodził z Suzhou, był reprezentantem malarskiej szkoły Wu. Wspólnie z Tang Yinem, Qiu Yingiem i swoim uczniem Wen Zhengmingiem zaliczany jest do grona Czterech Mistrzów epoki Ming. Urodził się w bogatej rodzinie uczonych i artystów. Zrezygnował z kariery urzędniczej, by poświęcić się całkowicie malarstwu.
Malował głównie pejzaże, ozdabiając obrazy kaligrafowaną poezją własnego autorstwa. W swojej twórczości nawiązywał do mistrzów okresu Yuan, wzorując się zwłaszcza na Ni Zanie. Jego styl charakteryzuje się prostymi, mocnymi i płynnymi pociągnięciami pędzla. W malowanych przez siebie pejzażach, takich jak m.in. Poeta na szczycie góry i Wyniosła góra Lu, umieszczał miniaturowe postaci ludzkie, przytłoczone ogromem otaczającej natury. 

## Galeria

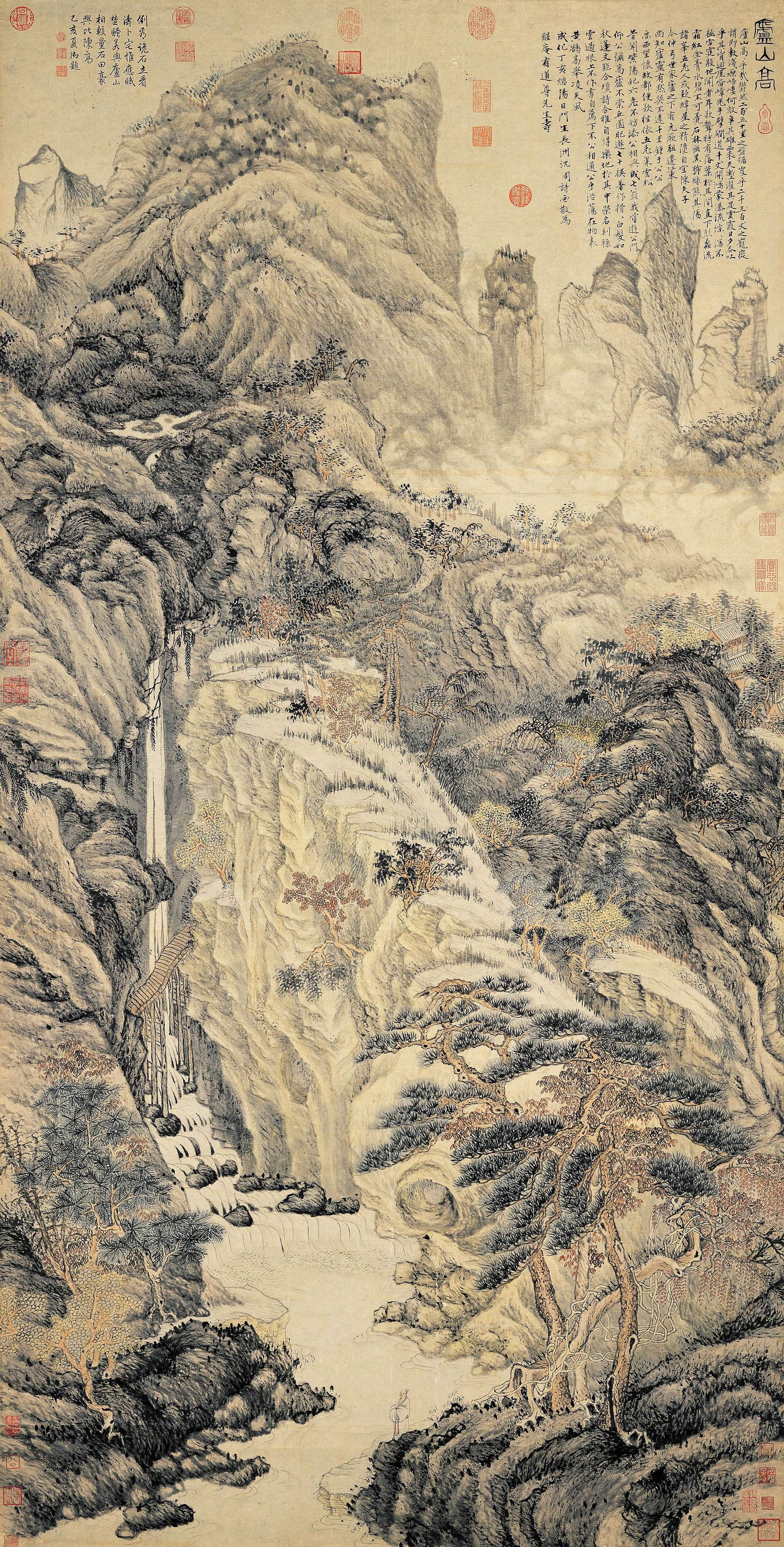
Wyniosła góra Lu. Narodowe Muzeum Pałacowe w Tajpej
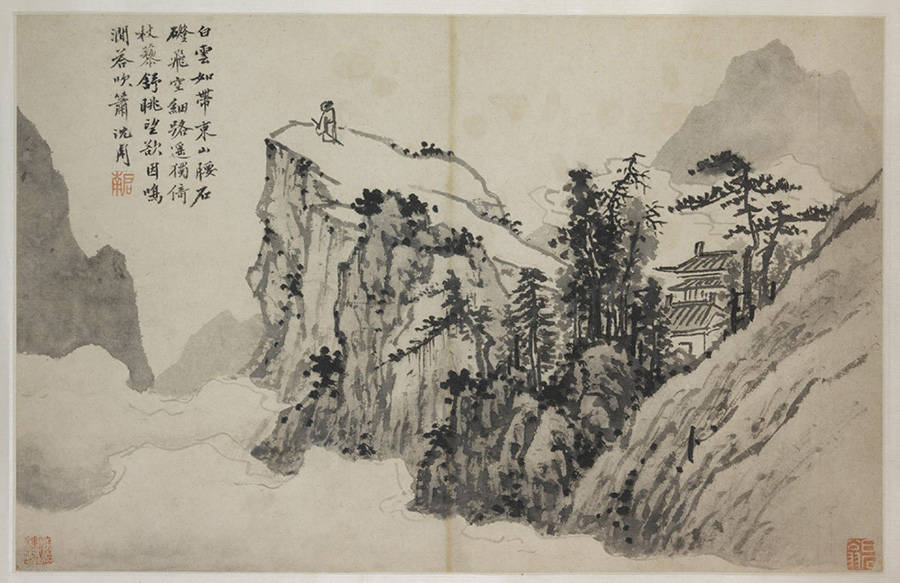
Poeta na szczycie góry. Nelson-Atkins Museum of Art
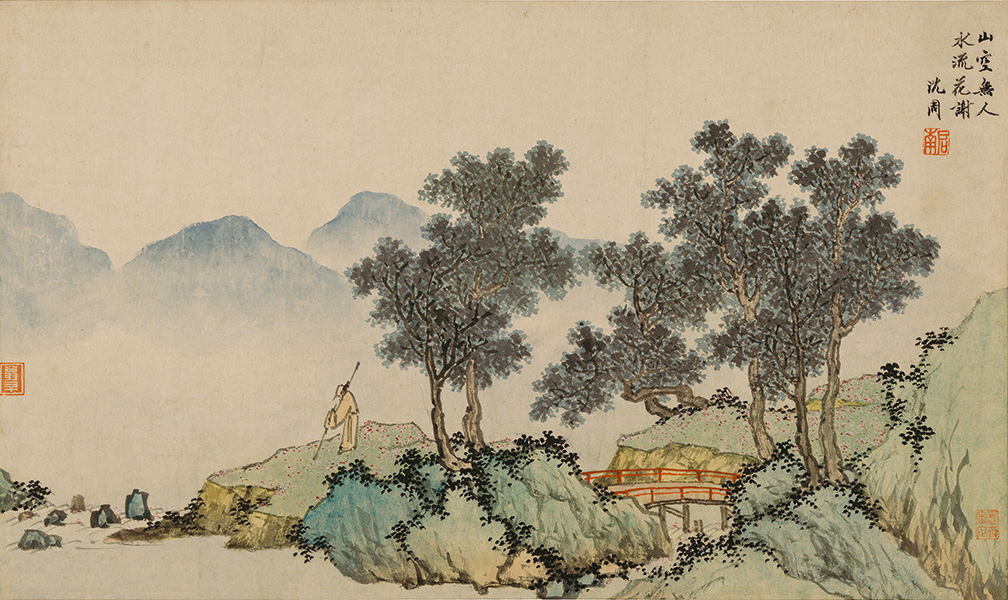
Krajobraz. Muzeum Nankińskie